# Brachygalea kalchbergi
Brachygalea kalchbergi là một loài bướm đêm thuộc họ Noctuidae. Nó là loài duy nhất được tìm thấy ở Israel và Jordan.
Con trưởng thành bay từ tháng 3 đến tháng 4. Có một lứa một năm.